# Анджелис, Стефано
Стефано Анджелис (Ангелис, Анджели, лат. Stefano Angelis, итал. Stefano degli Angeli; 1623 год, Венеция — 1697 год, Падуя) — итальянский математик XVII века; ученик Кавальери; находился в переписке с Торричелли и Вивиани.

## Биография и учёная деятельность
Как и его наставник, принадлежал к ордену Иезуаты блаженного Иеронима. Поначалу занимал кафедру математики в Риме, затем, по упразднении ордена в 1668 году, поселился в Падуе, где преподавал математику. Умер там в 1697 году.
С 1654 по 1672 годы напечатал большое число сочинений о высших предметах геометрии и механики: остроумные исследования о площадях кривых линий, о центрах тяжести конических сечений и разных тел вращения, о свойствах разнообразных спиралей и проч.
С учёным иезуитом Риччиоли, астрономом, вёл жаркие продолжительные прения: астроном приводил довод против вращения Земли и считал его неопровержимым (Montucla, «Histoire des Mathématiques», том 2, стр. 298). Анжелис в своих трёх последовательных сочинениях под заглавиями «Considerazione sopra la forza del argomento del G. B. Riccioli contra il moto diurno della Terra» (Венеция, 1667), «Secondo considerazione» (Падуя, 1668) и «Terza considerazione» (Венеция, 1669) опровергнул вполне возражения Риччиоли против коперниковой системы.

## Издания
Очень многочисленные, здесь упомянуты:
- первое сочинение — «De infinitis parabolos, de infinitisque solidis ex variis rotationibus ipsarum partiumque earundem gentilis» (Венеция, 1654)
- последнее сочинение — «Della gravita dell’aria e Fluidi» (Падуя, 1671-72)